# Bodas de Caná

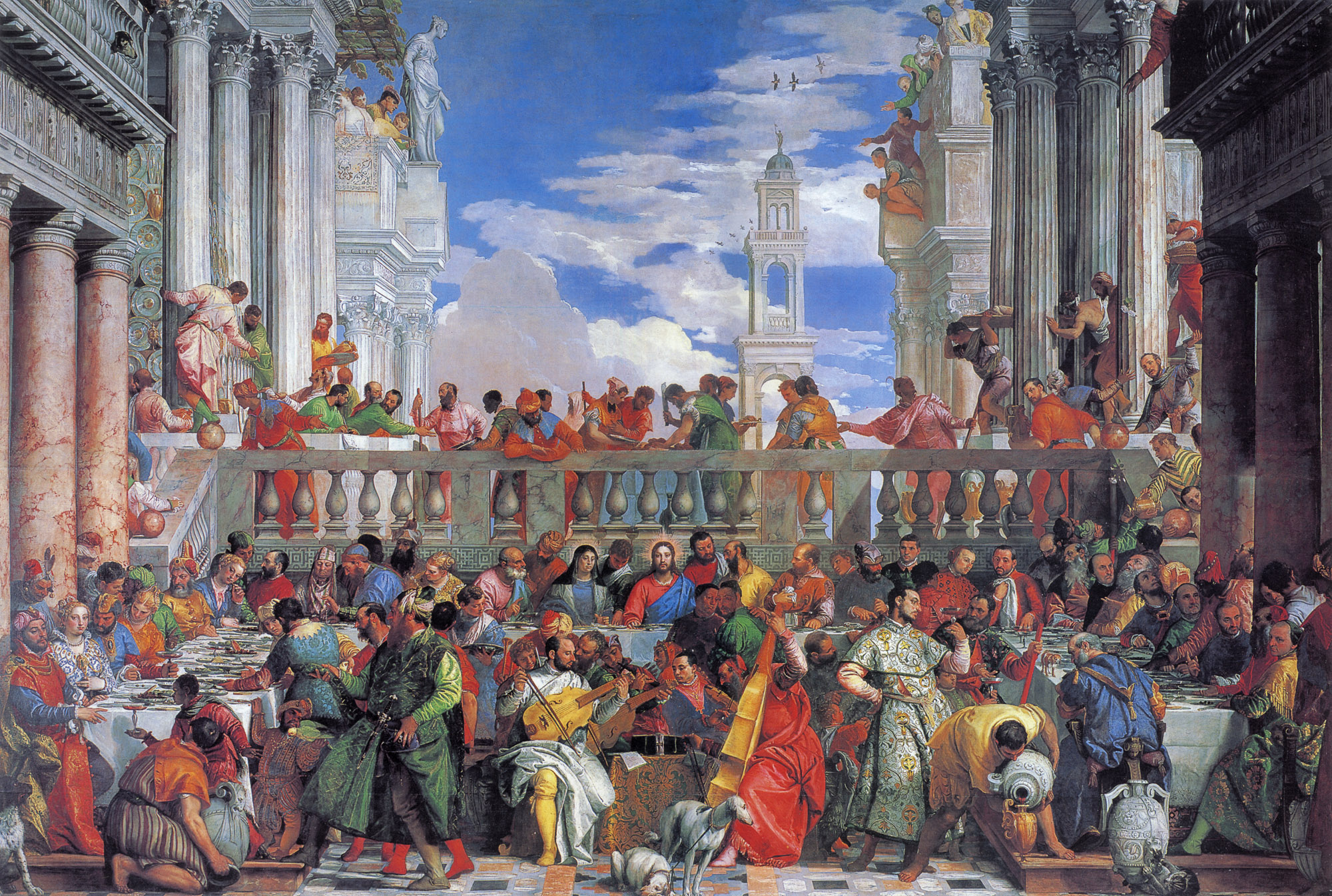
As Bodas de Caná.
1562-63. Por Paolo Veronese, atualmente no Museu do Louvre, em Paris.

Bodas de Caná da Galileia é uma perícopa (episódio) bíblica narrada exclusivamente no Evangelho de João (João 2:1–11). A transformação da água em vinho durante estas bodas é considerado como o primeiro dos milagres de Jesus.
No relato bíblico, Jesus e seus discípulos são convidados para um casamento e, quando o vinho acaba, Jesus transforma água em vinho milagrosamente. A localização exata de Caná tem sido tema de debate entre acadêmicos e arqueólogos bíblicos, com diversas vilas na região da Galileia aparecendo como candidatas.
No catolicismo, o milagre em Caná é contado como um dos Mistérios Luminosos do Santo Rosário.

## Relato bíblico

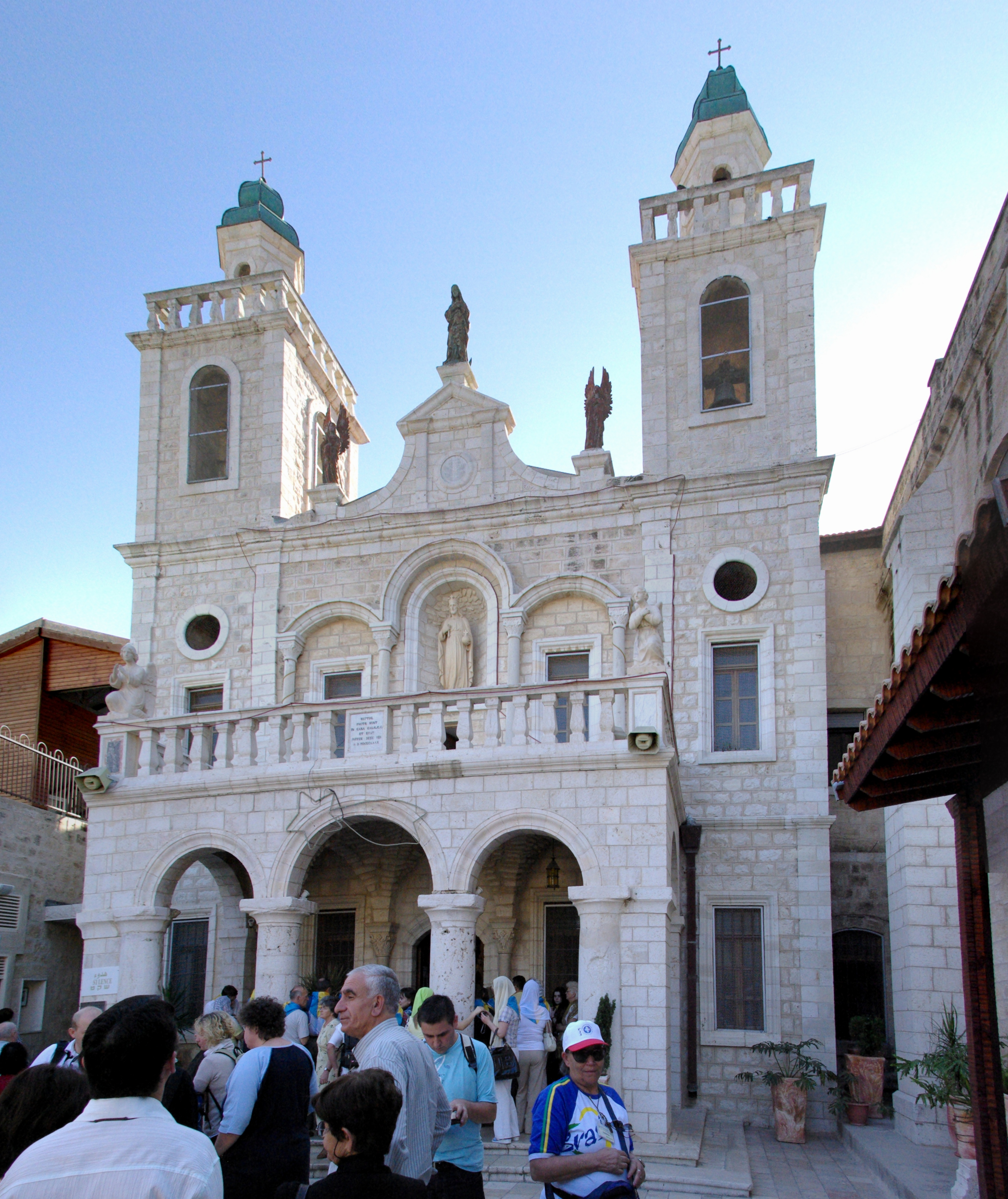
A " Igreja do Casamento " em Kafr Kanna, Israel, um dos locais considerados o local da Caná bíblica

João 2:1–11 afirma que durante um casamento em Caná, para o qual Jesus fora convidado com seus discípulos, acabou-se o vinho. A mãe de Jesus então diz ao filho: "Eles não têm mais vinho", ao que Jesus responde: "Mulher, por que dizes isto a mim? Ainda não é chegada a minha hora.". A mãe de Jesus então pede aos servos que façam o que Jesus mandar. Ele ordenou que eles preenchessem os vasilhames com água e tomassem um pouco dela para servir ao presidente da mesa. Após prová-la, e sem saber de onde vinha essa porção, ele congratulou o noivo por não seguir o costume de servir primeiro o bom vinho, servindo-o por último. João adiciona ainda que: "Com este milagre deu Jesus em Caná da Galiléia princípio aos seus milagres, e assim manifestou a sua glória; e os seus discípulos creram nele.".

## Interpretação

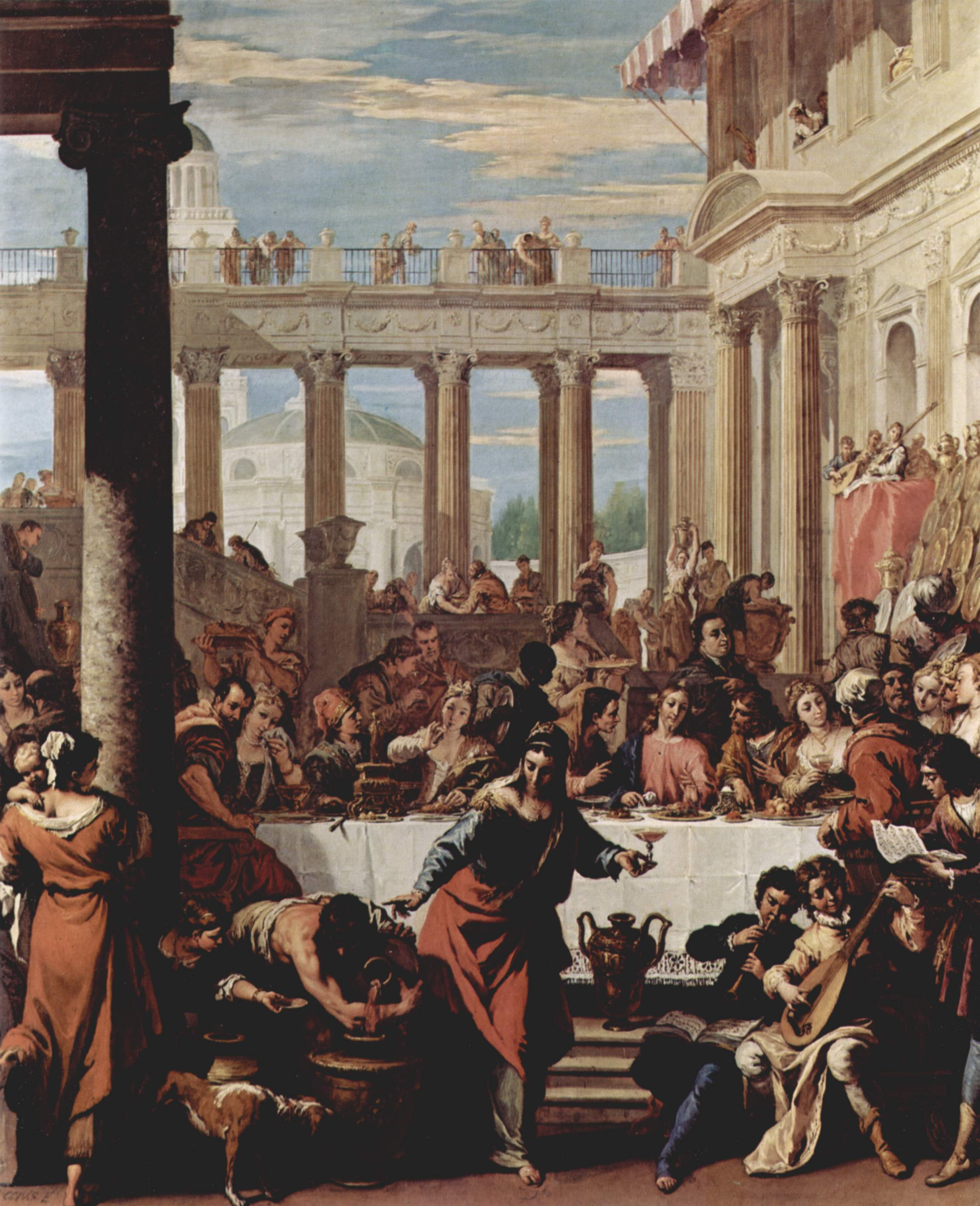
Bodas de Caná.
1712-16. Por Sebastiano Ricci, atualmente no Nelson-Atkins Museum of Art, em Kansas City.

Embora nenhum dos evangelhos sinóticos tenha relatado o evento, a tradição cristã majoritária defende que este foi o primeiro milagre público de Jesus. Porém, no Evangelho de João, ele tem uma considerável importância simbólica: é o primeiro dos sete "sinais" milagrosos através dos quais a natureza divina de Jesus é atestada e à volta dos quais o evangelho todo é construído.
É ainda tema de discussão entre os teólogos se a perícopa trata de uma transformação real de água em vinho ou se trata-se de uma alegoria espiritual. Interpretada desta forma, as boas novas e a esperança que se implicam da história são as palavras do presidente da mesa, quando ele provou do bom vinho e disse: "Todo o homem põe primeiro o bom vinho, e quando os convidados têm bebido bastante, então lhes apresenta o inferior; mas tu guardaste o bom vinho até agora.". Este trecho pode ser interpretado dizendo simplesmente que é sempre mais escuro antes da alvorada, mas que as boas novas estão a caminho. A interpretação mais usual, porém, é que a história é uma referência ao advento de Jesus, que o autor do quarto evangelho considera como sendo o bom vinho.
A história teve considerável importância no desenvolvimento da teologia pastoral cristã. O relato evangélico de Jesus sendo convidado para um casamento, indo e se utilizando de seu poder divino para salvar os festejos do desastre aparece como evidência de sua aprovação para o casamento e para os festejos terrenos, em contraste com os pontos de vista mais austeros defendidos por Paulo de Tarso (em Primeira Epístola aos Coríntios, capítulo 7, versículo 1, por exemplo.). Ela tem sido utilizada como um argumento contra a abstenção completa de bebidas alcoólicas.
O milagre também pode ser visto como sendo um antitipo do primeiro milagre público de Moisés (a transformação das águas do Nilo em sangue, uma das Dez pragas do Egito). Isso estabeleceria uma ligação entre o primeiro salvador dos judeus durante a fuga do Egito e Jesus como o salvador de toda a humanidade.
A Igreja Ortodoxa Copta mantém a tradição de que Marcos, o evangelista era um dos servos nas Bodas de Caná, o que despejou a água que Jesus transformou em vinho (João 2:1–11).

## Geografia e arqueologia
A localização exata de Caná tem sido objeto de debate entre os acadêmicos. Os estudiosos modernos defendem que, uma vez que o Evangelho de João foi endereçado aos judeo-cristãos da época, seria improvável que ele tenha mencionado um lugar que não existe. Vilas na Galileia que são candidatas são: Kafr Kanna, Kenet-l-Jalil (também chamada de Khirbet Kana) e Ain Kana, em Israel, e Qana, no Líbano.
De acordo com a Enciclopédia Católica de 1913, uma tradição datando do século VIII, identifica Cana com a atual cidade de Kafr Kanna, por volta de 7 quilômetros a nordeste de Nazaré, em Israel. Estudiosos mais contemporâneos sugeriram outras alternativas, incluindo a vila abandonada de Kenet-el-Jalil (conhecida como Khirbet Kana), por volta de 9 km mais para o norte, e Ain Kana, que é mais perto de Nazaré e considerada por muitos como uma candidata melhor por razões etimológicas. A vila de Qana, no sul do Líbano, é considerada como improvável pela localização, mas muitos cristãos libaneses acreditam que ali é o local correto.

## A Perícope

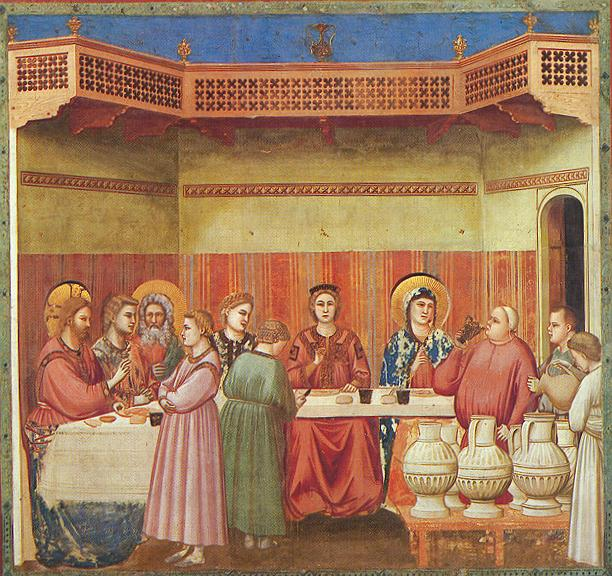
As Bodas de Caná.
Por Giotto, na Capela Scrovegni, em Pádua.

Três dias depois, houve um casamento em Canaã da Galileia. A mãe de Jesus estava presente. Também Jesus e seus discípulos tinham sido convidados para o casamento. Como o vinho veio a faltar, a mãe de Jesus lhe disse: "Eles não têm mais vinho". Jesus respondeu-lhe: "Mulher, por que dizes isto a mim? Minha hora ainda não chegou". Sua mãe disse aos que estavam servindo: "Fazei o que ele vos disser". Estavam seis talhas de pedra colocadas aí para a purificação que os judeus costumam fazer.Em cada uma delas cabiam mais ou menos cem litros. Jesus disse aos que estavam servindo: "Enchei as talhas de água". Encheram-nas até a boca. Jesus disse: "Agora tirai e levai ao mestre-sala". E eles levaram. O mestre-sala experimentou a água, que se tinha transformado em vinho. Ele não sabia de onde vinha, mas os que estavam servindo sabiam, pois eram eles que tinham tirado a água. O mestre-sala chamou então o noivo e lhe disse: "Todo mundo serve primeiro o vinho melhor e, quando os convidados já estão embriagados, serve o vinho menos bom. Mas tu guardaste o vinho bom até agora!" Este foi o início dos sinais de Jesus. Ele o realizou em Caná da Galileia e manifestou a sua glória, e seus discípulos creram nele.